# Simone Barlaam
Simone Barlaam (Milano, 12 luglio 2000) è un nuotatore italiano, vincitore di quattro ori paralimpici tra 50 metri stile libero, 100 metri farfalla e staffetta 4x100 stile a Tokyo 2020 e Parigi 2024, diciannove volte campione del mondo, dodici volte campione europeo, primatista mondiale nei 50, 100 e 200 m stile libero, nei 50 e 100 m dorso e nei 50 m farfalla categoria S9. È considerato uno dei migliori atleti paralimpici della storia dello sport italiano.

## Biografia
Nasce a Milano il 12 luglio 2000 con una coxa vara e una ipoplasia congenita del femore destro. La sua malformazione viene aggravata da una frattura del femore occorsa in utero, quando i medici hanno tentato una manovra di rivolgimento del feto che si presentava in posizione podalica per evitare il parto cesareo. Durante la sua infanzia è stato sottoposto a dodici operazioni chirurgiche per tentare di sistemare l’arto, la prima a tre giorni di vita. A cinque anni durante un intervento di allungamento dell'arto ha contratto una osteomielite, una grave infezione ossea. Nei mesi successivi l'arto si è più volte fratturato a causa dell’infezione, che ha indebolito enormemente l’osso portandolo a rischiare la perdita della gamba. Barlaam è stato curato in Francia, all’ospedale pediatrico Saint-Vincent-de-Paul di Parigi, prima dal professor Raphael Seringe e poi dal professor Philippe Wicart. L’infezione ossea è stata debellata grazie a una lunga cura antibiotica durata un anno, che ha previsto l’assunzione quotidiana di dodici farmaci. Gradualmente ha ricominciato a camminare. 
Il nuoto, in questi lunghi anni di malattia, è stato l’unico sport che ha potuto praticare per mantenere il tono muscolare in sicurezza senza rischio di fratture, in quanto praticato in acqua in scarico di peso. Nel 2007 ha cominciato a nuotare alla piscina comunale di Magenta, con la scuola di nuoto per bambini. Dopo due anni è passato all’agonistica e ha partecipato alle prime gare. La situazione dell’arto destro si è stabilizzata, e d'accordo con i medici si è deciso di non operare più il femore, nel tentativo di allungarlo, ma di cercare di migliorare l’autonomia con una protesi. L'ultimo intervento chirurgico, nel 2012, è stato una epifisiodesi tibiale prossimale, femorale distale e perone prossimale alla gamba sinistra per ottenere un blocco di crescita dell'arto controlaterale e contenere la dismetria.
Eletto miglior atleta dei campionati mondiali londinesi nel contest lanciato dal Comitato Paralimpico Internazionale, Barlaam è diventato presto un simbolo del movimento sportivo paralimpico. È intervenuto come ambasciatore del mondo paralimpico nella Conferenza internazionale "Shaping a Future" di Prada a New York, per parlare di disabilità nel sociale. È stato inoltre tra i protagonisti della mostra fotografica NAKED, la disabilità senza aggettivi di Oliviero Toscani sullo sport paralimpico. Gli atleti sono stati rappresentati da Toscani in primo piano, in tenuta da competizione e senza veli, con l’obiettivo di mettere a nudo la disabilità e spezzare la tirannia dei modelli estetici dominanti. 
Dopo i mondiali di Londra 2019 Barlaam ha ricevuto diversi premi e riconoscimenti pubblici: dal CHI È CHI Awards Sport & Stile al ruolo di Ambasciatore del Volley4all la pallavolo per tutti, iniziativa sociale di Allianz Fondazione UmanaMente con Powervolley Milano, dalla Guirlande d’Honneur di FICTS (Fédération internationale cinéma et télévision sportifs) all’Ambrogino d'oro 2019 la massima onorificenza conferita dal Comune di Milano.
Nel Novembre del 2021 partecipa al podcast italiano di Muschio selvaggio, condotto da Luis Sal e Fedez.

## Carriera
Si è avvicinato allo sport paralimpico nel 2014, partecipando giovanissimo ai campionati italiani di paratriatlon FITRI di Riccione nella categoria PT2, dove ha conquistato il bronzo grazie a una veloce frazione del nuoto. Per questo motivo, nello stesso anno, ha deciso di passare al nuoto paralimpico, si è tesserato con la Polha Varese e ha cominciato ad allenarsi a Milano con Federico Morlacchi e altri nuotatori paralimpici italiani, seguiti dall'allenatore nazionale FINP Massimiliano Tosin.
Nell'arco di poco meno di due anni ha vinto dieci ori e due argenti nei campionati italiani giovanili FINP ed un oro, sei argenti e due bronzi nei campionati italiani assoluti FINP. Nel 2016 ha cominciato a gareggiare a livello internazionale. Alla IPC World Series IDM Swimming di Berlino del 2016 ha conquistato il bronzo nei 50 metri stile libero e il bronzo nei 50 metri dorso. A giugno 2017 ha conquistato l'oro nei 100 metri stile libero al 54º Trofeo Internazionale Settecolli di Roma.
A luglio 2017 è partito per l'Australia per frequentare il 4º anno di liceo da exchange student a Sydney, presso la Castle Hill High School con WEP. Qui ha proseguito i suoi allenamenti ad alto livello con la squadra locale dei Castle Hill RSL Dolphins Swimming Club, allenati da Greg Morrison e Adam Cowie, e partecipando a diverse competizioni australiane. A ottobre 2017 ha partecipato al Para Swimming Open di Eindhoven in Olanda, e si è aggiudicato l'oro nei 50 metri e nei 100 metri stile libero, facendo segnare anche il record europeo sulla distanza più breve.
A dicembre 2017 ha fatto il suo esordio in nazionale ai campionati mondiali IPC di Città del Messico, posticipati a causa del forte terremoto del 19 settembre andando a medaglia in ognuna delle quattro gare disputate. Ha vinto due medaglie d’oro nei 50 metri e nei 100 metri stile libero S9. Inoltre si è aggiudicato un argento nella staffetta 4×100 metri stile libero mista a 34 punti e un bronzo nei 100 metri dorso., categoria S9.
Nel gennaio del 2018 ha partecipato in Australia ai NSW State Open Championships di Sydney, dove ha conquistato tre ori (50 metri, 100 metri e 400 metri stile libero). Ai campionati nazionali australiani dello stesso anno, ha gareggiato come atleta ospite per l'Italia ed è andato a podio in tutte e sette le gare disputate, conquistando cinque ori e due argenti e facendo segnare il nuovo record europeo nei 100 metri stile libero S9 (che già gli apparteneva) con il crono di 55"84. A maggio 2018 ha partecipato alla tappa delle World Series di Lignano Sabbiadoro, e con il tempo di 25"17 nei 50 metri stile libero ha migliorato il record europeo portandosi a soli quattro centesimi dal record del mondo.
Dal 13 al 19 agosto 2018 prende parte ai campionati europei di Dublino, da cui torna con quattro medaglie d'oro e una medaglia d'argento. Sale sul gradino più alto del podio nei 100 metri stile libero S9 (dove ha migliorato anche il record europeo portandolo a 54″42), nei 50 metri stile libero S9 (con nuovo record del mondo), nella staffetta 4x100 metri stile libero 34 punti e nella 4x100 metri misti 34 punti, dove ha nuotato la frazione a dorso. Raggiunge invece l'argento nella gara dei 100 metri delfino, dove con il crono di 1'00"76 ha abbassato di 2 secondi il suo personale. Infine con il crono di 1'03"54 aveva segnato il secondo tempo anche nella finale dei 100 metri dorso, ma è stato squalificato per virata irregolare.
A marzo 2019, nel corso della sua prima uscita stagionale in vasca lunga ai campionati italiani assoluti FINP di Bologna, oltre alla conquista di ben cinque titoli italiani sigla il nuovo nei 50 metri stile libero con il tempo di 24’78, diventando in questo modo il primo atleta della storia nella classe S9 ad abbattere il muro dei 25 secondi su tale distanza. In aprile, a distanza di appena un mese, Barlaam partecipa alle World Series a Indianapolis (USA) dove ritocca per la terza volta il suo record sui 50 metri stile libero, facendo scendere questa volta il crono a 24"63. Dal 30 maggio al 2 giugno 2019, nel corso della tappa delle World Series di Lignano Sabbiadoro, Barlaam si impone e domina la gara dei 50 metri stile ritoccando ulteriormente il record del mondo per ben due volte, sia nelle qualificazioni del mattino (con il tempo di 24"51), sia in finale nel pomeriggio (24"39). Migliora anche il suo record europeo nei 100 metri stile libero, fermando il crono a 54"29. A Lignano migliora anche altri due record nazionali, vale a dire quelli della staffetta 4x100 m mista (dove nuota la frazione a dorso) e della 4x100 m stile libero.
Ai campionati mondiali di Londra 2019 gareggia in sei gare e vince cinque ori e un argento: si laurea campione del mondo nei 100 m stile libero S9, nei 100 m dorso S9, nei 100 m farfalla S9, nei 50 m stile libero S9 e nella 4×100 m stile libero maschile (con Federico Morlacchi, Antonio Fantin e Stefano Raimondi). Il secondo gradino del podio invece arriva nella 4x100 m mista (con Stefano Raimondi, Federico Morlacchi e Federico Bicelli). Oltre ai cinque ori si prende anche i record del mondo nei 50 metri stile libero, nei 100 metri stile libero, nei 100 dorso e nella staffetta 4x100 m stile libero. Nell'agosto del 2020, in una stagione povera di appuntamenti a causa della pandemia di COVID-19, durante il 56° Trofeo Internazionale Settecolli di Roma stabilisce tre record mondiali, nei 50 metri dorso, nei 100 metri stile libero e nei 50 metri farfalla. Il 28 febbraio 2021, durante i campionati assoluti invernali FINP, migliora ulteriormente il record dei 100 metri stile libero, fermando il cronometro a 53'41.
Il 29 agosto successivo si laurea campione paralimpico nei 50 m stile libero della categoria S9 stabilendo, al contempo il nuovo record paralimpico in 24"71. Nella stessa rassegna conquisterà anche due medaglie d'argento (100 metri farfalla e 4x100 metri stile libero) e una medaglia di bronzo (4x100 metri misti). Negli anni successivi aggiudica sei medaglie d'oro sia ai mondiali del 2022, disputati a Madeira, sia in quelli di Manchester dell'anno seguente. Sono invece quattro le medaglie d'oro vinte nel corso degli europei del 2024 di Funchal. Alle Paralimpiadi di Parigi dello stesso anno arriva secondo nei 400 metri stile libero, alle spalle solo del francese Ugo Didier, per poi vincere per la seconda edizione consecutiva l'oro nei 50 metri stile libero (abbassando, peraltro, il suo record del mondo a 23"90). Il 6 settembre vince la medaglia d'oro anche nei 100 metri farfalla, mentre il giorno seguente contribuisce alla vittoria italiana nella staffetta 4x100 metri stile libero mista (in 4'01"54, nuovo record del mondo di specialità).

## Palmarès
| Giochi paralimpici               | 50 m st. libero S9 | 100 m st. libero S10 | 400 m st. libero S9 | 50 m dorso S9 | 100 m dorso S9  | 50 m farfalla S9 | 100 m farfalla S9 | 4x100 sl 34 pts | 4x100 misti 34 pts | 4x100 sl mista 34 pts |
| Parigi 2024 Francia              | Oro 23"90          | 5° 52"43             | Argento 4'14"16     |               | 6° 1'03"76      |                  | Oro 57"99         |                 |                    | Oro 4'01"54           |
| Tokyo 2020 Giappone              | Oro 24"71          |                      | 6º 4'22"40          |               | 5º 1'02"92      |                  | Argento 59"43     | Argento 3'45"89 | Bronzo 4'11"20     |                       |
| Campionati Mondiali              | 50 m st. libero S9 | 100 m st. libero S9  | 400 m st. libero S9 | 50 m dorso S9 | 100 m dorso S9  | 50 m farfalla S9 | 100 m farfalla S9 | 4x100 sl 34 pts | 4x100 misti 34 pts | 4x100 sl mista 34 pts |
| Manchester 2023 Regno Unito      | Oro 23"96          | Oro 52”28            | Oro 4'13”62         |               | Oro 1'00”35     |                  | Oro 58”25         |                 |                    | Oro 4'03”25           |
| Funchal 2022 Portogallo          | Oro 24"00          | Oro 52”23            | Oro 4’10”78         |               | Oro 59”72       |                  | Oro 58”29         |                 |                    | Oro 4’02”53           |
| Londra 2019 Regno Unito          | Oro 24"00          | Oro 54"10            |                     |               | Oro 1'01"22     |                  | Oro 1'00"36       | Oro 3'46"83     | Argento 4'10"26    |                       |
| Città del Messico 2017 Messico   | Oro 25"38          | Oro 56"09            |                     |               | Bronzo 1'07"50  |                  |                   | Argento 4'15"27 |                    |                       |
|                                  |                    |                      |                     |               |                 |                  |                   |                 |                    |                       |
| Campionati Europei               | 50 m st. libero    | 100 m st. libero     | 400 m st. libero    | 50 m dorso    | 100 m dorso     | 50 m farfalla S9 | 100 m farfalla    | 4x100 sl 34 pts | 4x100 misti 34 pts | 4x100 sl mista 34 pts |
| Funchal 2024 Portogallo          | Oro 24”41          | Oro 53”45            |                     |               |                 |                  | Oro 59”09         |                 |                    | Oro 4'02”95           |
| Funchal 2020 Portogallo          | Oro 24"06          | Oro 53"03            | Bronzo 4’23”72      |               |                 | Oro 59"28        |                   | Oro 3’46”06     | Argento 4’11”54    |                       |
| Dublino 2018 Irlanda             | Oro 25"00          | Oro 54"42            | Argento 4'30"58     |               | DSQ             |                  | Argento 1'00"76   | Oro 3'50"86     | Oro 4'13"79        |                       |
|                                  |                    |                      |                     |               |                 |                  |                   |                 |                    |                       |
| NSW State Open Championships     | 50 m st. libero MC | 100 m st. libero MC  | 400 m st. libero MC | 50 m dorso MC | 100 m dorso MC  | 50 m farfalla MC | 100 m farfalla MC | 4x100 m 34 pts  | 4x100 misti 34 pts | 4x100 sl mista 34 pts |
| Sydney 2018 Australia            | Oro 25"45          | Oro 56"36            | Oro 4'27"99         |               |                 |                  |                   |                 |                    |                       |
| GHF Australian Age Championships | 50 m st. libero MC | 100 m st. libero MC  | 400 m st. libero MC | 50 m dorso MC | 100 m dorso MC  | 50 m farfalla MC | 100 m farfalla MC | 4x100 m 34 pts  | 4x100 misti 34 pts | 4x100 sl mista 34 pts |
| Sydney 2018 Australia            | Oro 25"37          | Oro 55"84            | Oro 4'28"37         | Argento 30"71 | Argento 1'06"99 | Oro 27"68        | Oro 1"02"93       |                 |                    |                       |

## Radio
- Radio 24 - Olympia: 17 dicembre 2017 - Simone Barlaam: nuotando oltre l'oro[53]

## Televisione
- Rai Sport - Simone Barlaam | 50 SL S9. Messico 2017 | Oro e premiazione Simone Barlaam | 50 SL S9 - VIDEO - Altri sport - RaiSport
- IPC Paralimpic - Men's 100 m Backstroke S9 | Final | Mexico City 2017 World Para Swimming Championships
- IPC Paralimpic - Men's 100 m Freestyle S9| Final | Mexico City 2017 World Para Swimming Championships
- RAI SPORT - Super Barlaam  Super Barlaam - VIDEO - Altri sport - RaiSport
- IPC PARALIMPIC - Men's 100 m Freestyle | Final | Dublin 2018 World Para Swimming European Championships
- IPC PARALIMPIC - Men's 50 m Freestyle | Final | Dublin 2018 World Para Swimming European Championships
- IPC PARALIMPIC - Men's 100 m Butterfly | Final | Dublin 2018 World Para Swimming European Championships
- IPC PARALIMPIC - Men's 100 m backstroke | Final | Dublin 2018 World Para Swimming European Championships
- Rai Sport - Il giorno di Barlaam Il giorno di Barlaam - Altri Sport - Rai Sport
- Rai Sport - Simone - Barlaam: vittorie, primati, sogni e futuro Simone Barlaam: vittorie, primati, sogni e futuro - Nuoto - Rai Sport
- Rai Sport - La meravigliosa scia di medaglie azzurre La meravigliosa scia di medaglie azzurre - Altri Sport - Rai Sport
- Rai Sport - Nuoto Paralimpico: pioggia di medaglie
- Rai Sport - Italia sul tetto del mondo Italia sul tetto del mondo - Nuoto - Rai Sport
- IPC Paralimpic - London 2019: Gold rush seals Italy top spot
- STUDIO APERTO –Lo sport come sfida: intervista a Simone Barlaam
- RAI SPORT HD+ - Trionfo iridato: Barlaam astro nascente SportAbilia - Sport Paralimpici - Rai Sport
- IPC Paralimpic - London 2019: Men's 100m Freestyle S9 Final
- IPC Paralimpic - London 2019: Men's 100m Backstroke S9 Final
- IPC Paralimpic - London 2019: Men's 100m Butterfly S9
- IPC Paralimpic - London 2019: Men's 50m Freestyle S9 Final
- IPC Paralimpic - London 2019: Men's 4x100m freestyle relay 34pts final
- IPC Paralimpic - London 2019: Men's 4x100m Medley Relay 34pts
- Junior Eurovision Song Contest 2024 (Rai 2, 2024) (commentatore)
- Lo show dei record (Canale 5, 2025) (giudice)